# Diocese Anglicana de São Paulo
A Diocese Anglicana de São Paulo atua no estado de São Paulo. Ela foi criada em 1969 e instalada em 1970. Em 2012, sofreu um Cisma da IEAB (Igreja Episcopal Anglicana do Brasil), em que a Catedral Anglicana de São Paulo, com outras paróquias e missões, desligaram-se da Diocese e da IEAB, formando sua vertente, informalmente chamada de Movimento Anglicano no Brasil.

## História
A Diocese Anglicana de São Paulo tem origem na expansão missionária da então Igreja Episcopal Brasileira, quando em 1920, um grupo de clérigos foram enviados à região para impulsionar os trabalhos da Igreja Episcopal na Cidade de São Paulo, sob os cuidados do Bispo Lucien Lee Kinsolving. Em 20 de abril do mesmo ano, ocorreu a primeira celebração da santa comunhão, presidida pelo Reverendo George Upton Krischke, no salão nobre da Associação Cristã de Moços (ACM) e durante dois meses se realizaram os cultos dominicalmente no mesmo espaço. A Capela do Salvador se torna a primeira missão da Igreja Episcopal, sendo posteriormente elevada à condição de paróquia, sob o título de Paróquia da Santíssima Trindade.
Da mesma forma a expansão da Igreja Episcopal na região de São Paulo deve-se ao trabalho da comunidade japonesa anglicana, em especial, ao Reverendo João Yasoji Ito. A comunidade japonesa era formada tanto por imigrantes membros da Igreja Anglicana do Japão (conhecida como Seikokai), como por imigrantes que foram aderindo à fé anglicana por meio do trabalho missionário. Entre as comunidades anglicanas formadas por japoneses, destacam-se a do bairro de Manga Larga, na cidade de Registro (São Paulo), cuja Igreja de Todos os Santos foi o primeiro templo religioso erguido por japoneses no Brasil, e a Paróquia de São João, na cidade de São Paulo, cujos serviços religiosos até hoje são realizados em português e em japonês.
Devido à necessidade de expandir os trabalhos da Igreja pelo país, é decidida a criação de uma nova unidade diocesana para a região. A Diocese Anglicana de São Paulo (DASP) surge como parte do desmembramento da Diocese Central, que dá origem a três dioceses: Sul Central, com sede em São Paulo; Diocese Setentrional, com sede em Recife (futura Diocese Anglicana do Recife); e a Diocese Missionária de Brasília (Diocese Anglicana de Brasília). A DASP foi criada em 1969, abrangendo inicialmente os estados de São Paulo, Paraná e Mato Grosso do Sul, mas só foi efetivamente instalada em outubro de 1970, quando foi eleito o primeiro Bispo Diocesano, Bispo Elliot Lorenz Sorge, sagrado na Paróquia da Santíssima Trindade. Esse fato marcou a história da Igreja Episcopal Anglicana do Brasil, pois foi primeira vez que uma diocese escolhia o seu próprio bispo e a primeira eleição de bispo realizada após a autonomia administrativa da IEAB em relação à Igreja Episcopal dos Estados Unidos. Depois de Sorge, a DASP teve mais seis bispos: Sumio Takatsu, Glauco Soares de Lima (também Bispo Primaz da IEAB), Hiroshi Ito, Roger Bird, Flávio Irala, e o atual, o bispo Francisco Cézar Fernandes Alves.

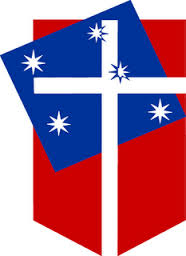
Brasão da Igreja Episcopal Anglicana do Brasil

Em setembro de 2014, a DASP sediou a visita do Arcebispo de Cantuária Justin Welby, que esteve no Brasil para participar de um encontro de partilha com lideranças clericais e leigas da Igreja Episcopal Anglicana do Brasil, a 19.ª Província da Comunhão Anglicana. O encontro ocorreu nas dependências da Paróquia da Santíssima Trindade, onde o Arcebispo se reuniu com o Bispo-Primaz da IEAB, Bispo Francisco de Assis da Silva, juntamente com os demais bispos da Igreja, fiéis, líderes de outras religiões e denominações cristãs, além de autoridades governamentais e jornalistas.

## Bispos diocesanos
A relação dos Bispos diocesanos, ininterrupta, deste a criação da Diocese é:
- Bispo Elliot Lorenz Sorge (1.º Bispo Diocesano) — 1971 a 1977.
- Bispo Sumiu Takatsu — 1977 a 1989.
- Bispo Glauco Soares de Lima — 1990 a 2002.
- Bispo Hiroshi Ito - 2002 a 2006.
- Bispo Roger Douglas Bird — 2007 a 2012.
- Bispo Flávio Augusto Borges Irala — 2013 a 2021.
- Bispo Francisco Cézar Fernandes Alves — 2021 até o presente

## O cisma da Catedral Anglicana de São Paulo e Paróquia de Todos os Santos
Semelhante ao que aconteceu na Diocese Anglicana do Recife, a DASP experimentou um grande cisma no ano de 2012, quando a Catedral Anglicana de São Paulo, liderada pelo Reverendo Aldo Quintão, e a Paróquia de Todos os Santos, na cidade de Santos, liderada pelo Reverendo Leandro Campos, desligaram-se da DASP, tendo o apoio de muitos clérigos e dos bispos Glauco Soares de Lima e Roger Bird. Desde então, o Movimento Anglicano no Brasil (MAnB), como tem se intitulado, tem conduzido a Catedral, assim como algumas paróquias no estado de São Paulo e em outros estados do Brasil. Diferente de outros cismas que ocorreram na IEAB, a exemplo da Igreja Anglicana — Diocese do Recife (ligada à GAFCON) e da Igreja Episcopal Carismática do Brasil (ligada ao Movimento de Convergência dos Estados Unidos), o Movimento Anglicano no Brasil é uma Igreja Particular que não está ligada a nenhuma instância associativa anglicana, nem à Comunhão Anglicana.
A crise na DASP teve início em 2012, durante o 47.º Concílio Diocesano, quando o então Bispo Roger Bird declarou o cancelamento do Concílio, alegando irregularidades em relação aos Cânones Diocesanos, mesmo tendo o Concílio recebido o parecer favorável da Comissão Nacional de Constituição e Cânones da IEAB sobre a legalidade da eleição episcopal do bispo Flávio Irala. Foi impetrada uma ação judicial para a anulação do Concílio e sua eleição, e posteriormente a Catedral Anglicana de São Paulo junto com a Paróquia de Todos os Santos realizaram assembleias paroquiais para alteração do estatuto das instituições, culminando no desligamento de tais comunidades da Diocese Anglicana de São Paulo e da Igreja Episcopal Anglicana do Brasil.
Em 21 de novembro de 2012, o então Bispo Roger Bird apresentou sua carta de resignação do cargo de Bispo da DASP, mesma data em que aquele Concílio foi declarado nulo, em acordo com o então Bispo Primaz, Dom Maurício José de Andrade.
Em 28 de março de 2013, ocorreu o Ofício de Renovação de Votos e Bênção dos Óleos, na Paróquia da Santíssima Trindade.
A IEAB propôs ações de conciliação e solicitou a defesa de Roger Douglas Bird perante o Tribunal Eclesiástico de Bispos, não recebendo, entretanto, defesa até o dia 10 de maio de 2013. Desse modo, a Diocese Anglicana de São Paulo possuía um Bispo Diocesano, porém, até maio de 2022, não havia sido instituída uma nova Catedral.
No dia 28 de maio de 2022, no 56.º Concílio Extraordinário convocado pelo Revmo. Bispo Francisco Cézar Fernandes Alves, foi aprovado por unanimidade a elevação da Paróquia da Santíssima Trindade a categoria de Igreja Catedral da Igreja Anglicana, da Diocese Anglicana de São Paulo. Assim, a Catedral Anglicana da Santíssima Trindade São Paulo é a mais nova catedral de toda a Comunhão Anglicana. O novo Deão passa a ser o Revmo. Arthur P. Cavalcante.

## A  nova Catedral Anglicana da Santíssima Trindade de São Paulo
A Catedral situa-se na Praça Olavo Bilac, 63, no bairro da Santa Cecília.